# Te Manga
Te Manga – szczyt na wyspie Rarotonga, należącej do Wysp Cooka, terytorium zależnego Nowej Zelandii. Jest to najwyższy szczyt tego terytorium.